# Дискография 3LW
Дискография американской R&B группы 3LW включает в себя все официально изданные студийные альбомы, сборники, синглы и видеоклипы, а также песни, вошедшие в саундтреки для фильмов, и песни, не попавшие в альбомы по разным причинам.
Группа была основана в 1999 году. Первый альбом, выпущенный в 2000 году первым составом группы (Нэтари Наутон, Эдриэнн Байлон и Кили Уильямс), стал платиновым. В 2002 году из группы ушла Нэтари Наутон, а через несколько месяцев группа издала свой второй и последний студийный альбом, значительно уступивший по продажам первому. В 2003 году на место ушедшей вокалистки к коллективу присоединилась Джессика Бенсон, и до официального роспуска группы в 2008 году состав не менялся.
В дискографию входят 2 студийных, 1 тематический и 1 компиляционный альбомы, а также 5 синглов, 4 песни для саундтреков к фильмам, 5 видеоклипов группы и 3 совместных с другими исполнителями, 1 видеоальбом, а также другие песни, не вошедшие в альбомы.

## Студийные альбомы
| 2000                                                                                                   | 3LW - Первый студийный альбом - Релиз: 14 ноября 2000 - Лейбл: Epic - Формат: CD, digital download                                    | 29 | 19 | 75 | US: Платиновый |
| 2002                                                                                                   | A Girl Can Mack - Второй студийный альбом - Релиз: август 2002 (JP) 22 октября 2002 (US) - Лейбл: Epic - Формат: CD, digital download | 15 | 12 | —  |                |
| Символ «—» означает, что релиз либо не участвовал в данном чарте, либо не был выпущен в данной стране. | |    |    |    |                |

## Сборники
| 2002                                                                                                   | Naughty or Nice - Первый праздничный/рождественский альбом - Релиз: 23 ноября 2002 (JP) 10 декабря 2002 (US) - Лейбл: Epic - Формат: CD, digital download | 44 | 42 | 56 |  |
| 2005                                                                                                   | Neva Get Enuf - Первый компиляционный альбом - Релиз: 23 ноября 2002 (JP) 25 октября 2005 (US) - Лейбл: Sony - Формат: CD, digital download               | —  | —  | —  |  |
| Символ «—» означает, что релиз либо не участвовал в данном чарте, либо не был выпущен в данной стране. | |    |    |    |  |

## Синглы
| 2001                                                                                                   | «No More (Baby I’ma Do Right)»                | 23 | 22  | 26 | 5  | 6  | 3LW                             |
| 2001                                                                                                   | «Playas Gon’ Play»                            | 81 | 56  | —  | 36 | 21 | 3LW                             |
| 2002                                                                                                   | «I Do (Wanna Get Close to You)» (feat. Diddy) | 58 | 50  | 41 | 13 | —  | A Girl Can Mack                 |
| 2002                                                                                                   | «Neva Get Enuf» (feat. Lil Wayne)             | —  | 118 | —  | —  | —  | A Girl Can Mack                 |
| 2006                                                                                                   | «Feelin’ You» (feat. Джермейн Дюпри)          | —  | —   | —  | —  | —  | Point of No Return (не выпущен) |
| Символ «—» означает, что релиз либо не участвовал в данном чарте, либо не был выпущен в данной стране. |                                               |    |     |    |    |    |                                 |

## Видеоальбомы
| Год  | Название            |
| ---- | ------------------- |
| 2002 | 3LW: Live on Sunset |

## Видеоклипы
| Год  | Название                      | Режиссёр      |
| ---- | ----------------------------- | ------------- |
| 2000 | No More (Baby I’ma Do Right)  | Крис Робинсон |
| 2001 | Playas Gon’ Play              | Даррен Грант  |
| 2002 | I Do (Wanna Get Close To You) | Крис Эпплбаум |
| 2002 | Neva Get Enuf                 |               |
| 2006 | Feelin’ You                   | Билли Вудрафф |

### Видеоклипы с участием группы
- 2001 — «Parents Just Don’t Understand» (Lil’ Romeo)
- 2002 — «Feels Good» (Naughty By Nature)
- 2004 — «Radio» (Jarvis)

## Саундтреки
| Песня                    | Фильм                           |
| ------------------------ | ------------------------------- |
| «Never Let ’Em Go»       | «Обратно на Землю» (2001)       |
| «Could’ve Been You»      | «Парикмахерская» (2002)         |
| «Hate 2 Luv U»           | «Любовь ничего не стоит» (2003) |
| «Bout It» feat. Yung Joc | «Шаг вперёд» (2006)             |

## Другие песни

### Не вошедшие в альбомы
| Год  | Песня                                        | Предполагаемый альбом     |
| ---- | -------------------------------------------- | ------------------------- |
| 2006 | «Act Like You Know» (featuring Raz-B of B2K) | альбом Point of No Return |
| 2003 | «After This»                                 | альбом Point of No Return |
| 2003 | «Can I Talk to You»                          | альбом A Girl Can Mack    |
| 1999 | «Dear Diary»                                 | альбом 3LW                |
| 2000 | «Do I Ever Make You Wonder»                  | альбом 3LW                |
| 2001 | «Never Let Go»                               | альбом 3LW                |
| 2002 | «Could’ve Been You»                          | альбом A Girl Can Mack    |
| 2006 | «Bout It»                                    | альбом Point of No Return |
| 2002 | «Do What You Came to Do»                     | альбом A Girl Can Mack    |
| 2006 | «Do Ya»                                      | альбом Point of No Return |
| 2007 | «Do You Ever» (featuring Bristal)            | альбом Point of No Return |
| 2006 | «Fall Back»                                  | альбом Point of No Return |
| 2006 | «Fall Back (Remix)» (featuring Ali Vegas)    | альбом Point of No Return |
| 2006 | «Hatin’ Ass Chick» (Blindfold Me Freestyle)  | альбом Point of No Return |
| 2003 | «Hate 2 Luv U»                               | альбом A Girl Can Mack    |
| 2000 | «I Don’t Wanna»                              | альбом 3LW                |
| 2000 | «I Think You Should Know»                    | альбом 3LW                |
| 2007 | «It’s Not All About Me»                      | альбом Point of No Return |
| 2006 | «Pass The Drama» (featuring Don Yute)        | альбом Point of No Return |
| 2006 | «So Young So Good»                           | альбом Point of No Return |
| 2006 | «Strictly Business»                          | альбом Point of No Return |
| 2006 | «Things You Never Hear a Girl Say»           | альбом Point of No Return |
| 2002 | «Uh Oh» (featuring N.O.R.E.)                 | альбом A Girl Can Mack    |
| 2002 | «Yes I Took Your Boyfriend»                  | альбом A Girl Can Mack    |

### Невышедшие песни
- «Aint Enough»
- «Ayo»
- «Bling Bling» (демо для Николь Рэй)
- «Dance to the Beat of My Drums»
- «Forever (You Ain’t Ready)»
- «Gangsta» (featuring 50 Cent)
- «Hold It Now»
- «Hot»
- «I’m A Big Girl Now»
- «I Don’t Mind»
- «Into It»
- «No Matter What»
- «Phone Sex»
- «Point Of No Return»
- «Senses»
- «The Club Is Over»
- «The Way I Feel About You» (featuring Bow Wow)
- «Throwback»
- «Trouble»